# Kabinett Stubb
Das Kabinett Stubb war das 73. Regierungskabinett in der Geschichte Finnlands. Es wurde am 24. Juni 2014 vereidigt und amtierte bis zu seiner Ablösung am 29. Mai 2015 durch das Kabinett Sipilä.
Jyrki Katainen hatte nach der Parlamentswahl vom 18. März 2011 seine konservative Nationale Sammlungspartei in eine Koalition mit Sozialdemokraten, Linksbündnis, Grünen, Schwedischer Volkspartei und Christdemokraten geführt. Das Linksbündnis schied im März 2014 aus der Koalition aus, die beiden Minister der Linken, Paavo Arhinmäki und Merja Kyllönen, traten zurück. Anfang April 2014 verkündete Katainen seinen Rücktritt, sein Nachfolger wurde am 24. Juni 2014 Alexander Stubb. 
Im September 2014 verließen die Grünen die Koalition, nachdem sich das Kabinett mit 10 zu 7 Stimmen für den Bau eines weiteren Kernkraftwerks in Pyhäjoki entschieden hatte.
Nach der Parlamentswahl am 19. April 2015, bei der die Sozialdemokraten schlecht abschnitten und die Sammlungspartei Stubbs von der Zentrumspartei auf den zweiten Platz verdrängt wurde, wurde unter dem Vorsitzenden der Zentrumspartei Juha Sipilä als Ministerpräsident am 29. Mai 2015 das Kabinett Sipilä gebildet, dem Stubb als Finanzminister angehört.

## Minister
| Ressort                                                 | Name                                   | Partei                  |
| ------------------------------------------------------- | -------------------------------------- | ----------------------- |
| Ministerpräsident                                       | Alexander Stubb                        | Sammlungspartei         |
| Finanzen Stellvertretender Ministerpräsident            | Antti Rinne                            | Sozialdemokraten        |
| Äußeres                                                 | Erkki Tuomioja                         | Sozialdemokraten        |
| Europa und Außenhandel im Außen- bzw. Finanzministerium | Lenita Toivakka                        | Sammlungspartei         |
| Internationale Entwicklung im Außenministerium          | bis 26. September 2014: Pekka Haavisto | Grüne                   |
| Internationale Entwicklung im Außenministerium          | seit 26. September 2014: Sirpa Paatero | Sozialdemokraten        |
| Justiz                                                  | Anna-Maja Henriksson                   | Schwedische Volkspartei |
| Inneres                                                 | Päivi Räsänen                          | Christdemokraten        |
| Verteidigung                                            | Carl Haglund                           | Schwedische Volkspartei |
| Verwaltung                                              | Paula Risikko                          | Sammlungspartei         |
| Bildung und Öffentlichkeitsarbeit                       | Krista Kiuru                           | Sozialdemokraten        |
| Kultur und Wohnen                                       | Pia Viitanen                           | Sozialdemokraten        |
| Landwirtschaft und Forsten                              | Petteri Orpo                           | Sammlungspartei         |
| Wirtschaft                                              | Jan Vapaavuori                         | Sammlungspartei         |
| Arbeit                                                  | Lauri Ihalainen                        | Sozialdemokraten        |
| Gesundheit und Soziales                                 | Laura Räty                             | Sammlungspartei         |
| Grundversorgung im Gesundheits- und Sozialministerium   | Susanna Huovinen                       | Sozialdemokraten        |
| Umwelt                                                  | bis 26. September 2014: Ville Niinistö | Grüne                   |
| Umwelt                                                  | seit 26. September 2014: Sirpa Paatero | Sammlungspartei         |